# Corophium arenarium
Corophium arenarium is een vlokreeftensoort uit de familie van de Corophiidae. De wetenschappelijke naam van de soort werd in 1937 voor het eerst geldig gepubliceerd door Crawford.

## Beschrijving
Corophium arenarium, ook wel bekend als het zebra-slijkkreeftje, is een kleine (tot 7 mm) Europese vlokreeft die erg lijkt C. volutator.

## Verspreiding
Het verspreidingsgebied van Corophium arenarium omvat de Noordzee en Het Kanaal, alsmede de Atlantische en Mediterrane kusten van Frankrijk. Deze soort maakt holen, tussen 10 en 60 meter diep, in modderig zand van estuariene slikken, variërend van ongeveer halftij tot laagwater doodtij.